# Why (Yoko Ono)
Why è un brano musicale dell'artista giapponese Yōko Ono, pubblicato su singolo negli Stati Uniti nel 1970 dalla Plastic Ono Band come B-side del 45 giri Mother di John Lennon, e incluso nell'album Yoko Ono/Plastic Ono Band uscito nello stesso anno.

## Il brano
Il testo di Why è unicamente costituito da Yoko Ono che ripete senza sosta la parola "why" ("perché?") per tutta la durata del brano. Nel pezzo, Ono intervalla anche alcune vocalizzazioni non verbali. I vocalizzi della Ono sono un mix tra l'hetai, una tecnica di canto giapponese derivante dal teatro kabuki, il rock and roll moderno e semplici urla influenzate dalla tecnica psicoterapeutica dell'"urlo primario" che Lennon e Ono stavano seguendo all'epoca. Secondo Yoko, i tecnici di studio stavano per spegnere gli impianti quando lei iniziò a cantare ed è per questo motivo, che al termine di Why, si sente la voce di Lennon che chiede: «Did You Get That?» ("L'hai registrato quello?").
Il giornalista musicale John Blaney descrisse la canzone "una rauca fusione di avanguardia e rock 'n' roll". Il critico del The Atlantic James Parker la definì "una striscia gorgogliante e ringhiante di rock sperimentale, selvaggio ma riconoscibile, sulla scia di pionieri tedeschi come Can o Faust".
Seth Colter Walls di Pitchfork fece notare che Ono ricorre a una gran varietà di approcci vocali, incluse "lunghe espressioni piene di vibrato", "esalazioni più brevi, radicate in fondo alla gola" e "scrosci di risate triturate" che secondo Walls esprimono "assurdo buonumore". Il giornalista musicale John Kruth descrisse il cantato come la ripetizione della "assillante domanda perché? da parte di un bambino che si arrabbia, incapace di essere placato, non importa quale risposta l'adulto si sforza di fornire", proseguendo poi dicendo che Why si trasforma in un "terrificante mantra che incarna la crudeltà e l'assurdità dell'esistenza umana". Sasha Geffen affermò che Ono canta la parola "why?" come se fosse in grado di trovare una risposta "se urla abbastanza forte". Il critico di Creem Dave Marsh scrisse che Yoko Ono utilizza la sua voce "come John Coltrane utilizza il sax", per "esplorare ogni possibile sfumatura della parola-suono (accordo) di cui parla".
John Lennon suona la chitarra nella traccia, Klaus Voormann suona il basso e Ringo Starr la batteria. Ben Urish e Ken Bielen descrissero lo stile chitarristico di Lennon nel pezzo "bruciante" e "a cascata", "accompagnando la voce di Ono mentre urla la parola del titolo più e più volte". Blaney descrisse la chitarra di Lennon "esplosiva", dichiarando che lo strumento "ulula come una banshee, abbinandosi perfettamente alla voce". L'autore di Fab Four FAQ Robert Rodriguez considera la chitarra di Lennon "la sua performance più avventurosa mai registrata". Walls scrisse che la canzone "contiene alcune delle parti di chitarra più aggressive di Lennon".

Il chitarrista Gary Lucas affermò:
«John Lennon fu sempre in grado di far parlare la sua chitarra. Era uno dei chitarristi rock più viscerali di sempre. Ma mai come in Why, dove la sua chitarra sputa frammenti di metallo lavorati e adorabili per ispirare il lamento disinibito di Yoko Ono. È uno degli assoli di chitarra più radicali della sua era, in grado di rivaleggiare con quelli di Lou Reed in I Heard Her Call My Name, di Syd Barrett in Interstellar Overdrive e di Robert Fripp in Cat Food, in termini di pura spavalderia sonora».
Lennon dichiarò che il cantato della Ono influenzò la sua parte di chitarra e di essere orgoglioso di come "nemmeno loro sapevano dove iniziasse la voce di Yoko e dove finisse la sua chitarra nell'introduzione".
Walls descrisse come "minimalisti" la batteria di Starr e il basso di Voorman, dichiarando che forniscono un supporto perfetto per le invenzioni vocali di Ono e la chitarra di Lennon.

## Influenza
Il giornalista musicale John Blaney crede che i B-52s siano stati influenzati dallo stile vocale di Yoko Ono, particolarmente da questa traccia, e dichiarò anche che gruppi come i Pixies furono altrettanto influenzati dal modo di suonare la chitarra di Lennon in Why.
Il cantautore statunitense Peter Case affermò più enfaticamente:
«Più ancora di 1969 degli Stooges, Why inventò il punk rock. Ascolto ancora quel pezzo sul mio pad, ad alto volume, a cadenza regolare. È così concentrato e sgangherato. La band oscilla così completamente! Why dice tutto sul "perché" amo il rock 'n roll... i primi trenta secondi con le urla di John e il caos della chitarra scorrevole, e le urla di Yoko a volte taglienti, a volte sostenute... c'è anche dell'orrore e dell'umorismo».

## Formazione
- Yōko Ono: voce
- John Lennon: chitarra
- Klaus Voormann: basso
- Ringo Starr: batteria

## Versione inWarzone
Yōko Ono incluse una versione accorciata e più lenta di Why nel suo album Warzone del 2018. Questa versione rimuove la strumentazione originale rimpiazzandola con suoni di animali e sintetizzatori. La collaboratrice della rivista Pitchfork Sasha Geffen scrisse che la versione originale di Why "si affaccia su una rotta che deve ancora essere impostata" mentre la versione in Warzone "guarda indietro su relitti irreversibili". Il critico musicale del The Guardian Alexis Petridis dichiarò che questa nuova versione "non è di facile ascolto, ma è incredibilmente potente".